# 연습곡 Op. 10, 6번 (쇼팽)

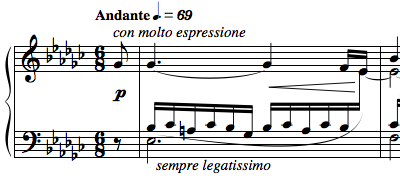
쇼팽 연습곡 Op. 10의 6번의 첫 마디

쇼팽의 연습곡 Op. 10, 6번(Étude Op. 10, No. 6)은 프레데리크 쇼팽이 1830년에 작곡하여 1833년에 프랑스, 독일과 영국 등지에서 첫 출판이 이루어졌고 내림마단조의 조성을 띤다. 6번은 연습곡 Op. 10의 3번과 연습곡 Op. 25의 7번과 함께 쇼팽의 27개의 연습곡 중 느린 템포를 가진 3개의 곡에 속한다. 6번은 선율안에 내포되어 있는 풍부한 감정을 살리고 반음계와 많은 음이 합성된 부분이 나타난다는 점이 특징이다. 다른 많은 연습곡과 마찬가지로 6번도 A-B-A의 세도막 형식을 띤다.